# Branford Boase Award
Der Branford Boase Award ist ein britischer Literaturpreis, der jährlich im Juli an den Autor eines herausragenden, ersten Jugendbuchs dieses Autors verliehen wird. Der Preis ist mit 1000 Pfund für den ausgezeichneten Autor dotiert. Zusätzlich erhalten der Autor und der Herausgeber des prämierten Buchs jeweils eine schwarze Schachtel mit dem versilberten Logo des Wettbewerbs.

## Hintergrund
Der Preis versucht damit das Andenken der Kinderbuchautorin Henrietta Branford und der Herstellungsleiterin des unabhängigen Kinder- und Jugendbuchverlags Walker Books, Wendy Boase, zu ehren, die lange Jahre eng zusammengearbeitet hatten und schließlich kurz hintereinander beide 1999 an einer Krebserkrankung verstarben. Die Stiftung des Preises unter diesem Namen war eine gemeinsame Idee von Julia Eccleshare und Anne Marley. Begleitet wird der Preis von der alljährlichen Henrietta Branford Writing Competition für unter 19-jährige Nachwuchsautoren.
Zur Jury gehören neben der Vorsitzenden, Julia Eccleshare, Kinderbuchredakteurin des Guardian und Literaturkritikerin, der Bibliothekarin Tricia Adams, der freiberuflichen Bearbeiterin Helen Boyle und der bzw. die jeweils letzte Gewinnerin des Branford Boase Awards.
Finanziell gestützt wird der Preis und das Nachwuchsseminar von folgenden Organisationen und Verlagshäusern: National Literacy Trust, Arts Council of England, Walker Books, David Fickling Books, CollinsChildren's Books, Random House Children’s Books, Transworld Children’s Books, Hodder Children’s Books, Puffin, Egmont Children’s Books, Anderson Press, Orchard Books, Macmillan Children’s Books, A&C Black, Bloomsbury Children’s Books, Gallimard Jeunesse, Simon and Shuster Children’s Books, Piccadilly Press, Old Possum's Practical Trust, Ronald Duncan Literary Foundation und BBA Founding Friends.
Wurden beim ersten Wettbewerb 20 Titel eingereicht, so waren es 2010 bereits 60 Kandidaten.

## Preisträger
Die bisherigen Preisträger sind:
- 2000: Katherine Roberts – Song Quest
- 2001: Marcus Sedgwick – Floodland
- 2002: Sally Prue – Cold Tom
- 2003: Kevin Brooks – Martyn Pig (dt. Martyn Pig, 2004)
- 2004: Mal Peet – Keeper (dt. Keeper, 2006)
- 2005: Meg Rosoff – How I live now (dt. So lebe ich jetzt, 2005)
- 2006: Frances Hardinge – Fly by night (dt. Die Herrin der Worte, 2006)
- 2007: Siobhan Dowd – A swift, pure cry (dt. Ein reiner Schrei, 2006)
- 2008: Jenny Downham – Before I Die (dt. Bevor ich sterbe, 2008)
- 2009: Bridget Collins – The Traitor Game
- 2010: Lucy Christopher – Stolen (dt. Ich wünschte, ich könnte dich hassen, 2011)
- 2011: Jason Wallace – Out of Shadows
- 2012: Annabel Pitcher – My Sister Lives on the Mantelpiece[5]
- 2013:	Dave Shelton – A Boy and a Bear in a Boat
- 2014:	C.J Flood – Infinite Sky
- 2015:	Rosie Powell – Leopold Blue
- 2016:	Horatio Clare – Aubrey and the Terrible Yoot
- 2017: M. G. Leonard – Beetle Boy
- 2018:	Mitch Johnson – Kick
- 2019: Muhammad Khan – I Am Thunder
- 2020: Liz Hyder – Bearmouth
- 2021: Struan Murray – Orphans of the Tide